# Nopalis sulcatus
Nopalis sulcatus (лат.) — вид клопов, единственный в составе рода Nopalis Signoret, 1864 из семейства древесных щитников. Эндемики Южной Америки (Чили).

## Описание
Длина тела более 1 см (до 14,65 мм). От близких родов (он сходен с Planois и Cylindrocnema) отличается следующими признаками: 1-й сегмент усиков составляет около двух третей от длины головы; 1-й усиковый сегмент почти одинакового диаметра, лишь изредка немного шире дистально; 2-й усиковый сегмент намного уже, чем ширина 1-го. Торакальный киль отсутствует; крылья нормальные и их костальный край не выпуклый и редко образует бугорок у основания; тело не вдавлено; брюшной шип отсутствеют; заднебоковые углы 7-го стернита никогда не выступают виде отростков. Антенны 5-члениковые. Лапки состоят из двух сегментов. Щитик треугольный и достигает середины брюшка, голени без шипов.